# Stretto di Krusenstern
Lo stretto di Krusenstern (in russo пролив Крузенштерна, proliv Kruzenšterna) è un braccio di mare nell'oceano Pacifico settentrionale che separa l'isola di Rajkoke dagli scogli Lovuški, a sud di Šiaškotan, nella catena delle isole Curili. Si trova nel Severo-Kuril'skij rajon dell'oblast' di Sachalin, in Russia. 
Lo stretto, che mette in comunicazione il mare di Ochotsk con il Pacifico, è uno dei più grandi stretti della cresta delle Curili. È largo circa 55 km e lungo 15 km. La profondità massima è di 1764 m.
Lo stretto prende il nome dal navigatore Adam Johann von Krusenstern che attraversò lo stretto sulla nave Nadežda nel maggio del 1805 e quasi si schiantò sugli scogli Lovuški che egli chiamò "trappole di pietra".